# Fauville-en-Caux
Fauville-en-Caux ist eine Commune déléguée in der französischen Gemeinde Terres-de-Caux mit 2.354 Einwohnern (Stand: 1. Januar 2022) im Département Seine-Maritime in der Region Normandie.
Die Gemeinde Fauville-en-Caux wurde am 1. Januar 2017 mit Auzouville-Auberbosc, Bennetot, Bermonville, Ricarville, Saint-Pierre-Lavis und Sainte-Marguerite-sur-Fauville zur Commune nouvelle Terres-de-Caux zusammengeschlossen. Sie hat seither den Status einer Commune déléguée. Die Gemeinde Fauville-en-Caux gehörte zum Kanton Saint-Valery-en-Caux.
Der Ort liegt etwa 30 Kilometer (Luftlinie) nordöstlich von Le Havre; die Entfernung zur Küste des Ärmelkanals beim westlich gelegenen Fécamp beträgt etwa 20 km.
Das erste Mal wurde der Ort unter dem Namen Favilla im Jahr 1152 erwähnt.
| Bevölkerungsentwicklung | Bevölkerungsentwicklung | Bevölkerungsentwicklung | Bevölkerungsentwicklung | Bevölkerungsentwicklung | Bevölkerungsentwicklung | Bevölkerungsentwicklung | Bevölkerungsentwicklung |
| ----------------------- | ----------------------- | ----------------------- | ----------------------- | ----------------------- | ----------------------- | ----------------------- | ----------------------- |
| Jahr                    | 1962                    | 1968                    | 1975                    | 1982                    | 1990                    | 1999                    | 2009                    |
| Einwohner               | 1.363                   | 1.366                   | 1.645                   | 1.751                   | 1.871                   | 1.937                   | 2.147                   |

## Gemeindepartnerschaft
Seit 1980 ist Fauville-en-Caux Partnergemeinde der deutschen Gemeinde Grafschaft in Rheinland-Pfalz.